# Microsoft Dynamics AX
Microsoft Dynamics AX è uno dei prodotti software per la gestione delle risorse aziendali (i cosiddetti Software ERP) dalla Microsoft.

## Storia
Microsoft Dynamics AX è stato originalmente sviluppato come Axapta in Danimarca prima che Damgaard fosse unita alla Navision Software A/S nel 2000. L'azienda così combinata, inizialmente come NavisionDamgaard, dopo Navision A/S, fu alla fine acquisita da Microsoft Corporation nell'estate del 2002. Prima della fusione, Axapta fu inizialmente distribuito nel marzo 1998 nel mercato danese e statunitense. Oggi è disponibile e supportato in quarantacinque lingue nella maggior parte del mondo.
Lo sviluppo delle personalizzazioni e modifiche di AX sono realizzate con il suo IDE, MorphX, che contiene diversi strumenti come un debugger, un analizzatore di codice, e un'interfaccia per le query. Questo ambiente di sviluppo risiede nello stesso applicativo client che un normale utente giornaliero utilizzerebbe, allo stesso tempo permettendo che lo sviluppo sia possibile in qualsiasi istanza del client. Il linguaggio di sviluppo usato in Axapta è X++.
Il 26 maggio 2008 Microsoft ha completato lo sviluppo dell'ultima versione (2009) negli stabilimenti in diversi parti del globo includendo siti quali Vedbæk (Danimarca), Kiev (Ucraina), Fargo (Nord Dakota, Stati Uniti) e Redmond (Washington, Stati Uniti), India.
Nel maggio 2014 Microsoft lancia sul mercato l'ultima versione del prodotto ossia Microsoft Dynamics AX 2012 R3.

### MDCC
MDCC acronimo Microsoft Development Center Copenaghen, è stato il centro di sviluppo principale di Dynamics AX. Per un lungo periodo, lo sviluppo di diversi componenti chiave di AX sono stati spostati ad altri siti quali Redmond e Fargo. MDCC si trova a Vedbæk ed è anche la base per Microsoft Dynamics NAV e diversi altri prodotti della famiglia Microsoft. MDCC dà lavoro a circa 900 persone di circa 40 differenti nazionalità, con particolare orientamento all'assunzione verso Svezia, Danimarca, Polonia, Ucraina e Romania.

## Versioni
Le prime versioni (dalla 1.0 alla 3.0) sono state chiamate Axapta, mentre le successive (dalla 3.0 SP6 alla AX 2009) sono chiamate Dynamics AX.

### Damgaard
Lo sviluppo di Axapta cominciò nel 1983 in Danimarca nella azienda Damgaard Data A/S. Il software sviluppato era principalmente dedicato al mercato Europeo, tuttavia anche il mercato Nord Americano crebbe rapidamente di interesse dalla versione Axapta 2.1 nel 2000.
| Versione   | Data     | Descrizione |
| ---------- | -------- | --- |
| Axapta 1.0 | Mar 1998 | La prima versione di Axapta fu distribuita negli Stati Uniti e Danimarca nel marzo 1998 dalla azienda Danese Damgaard A/S. Come tutte le successive versioni, supportava sia Microsoft SQL Server che Oracle come database server. Caratteristiche salienti riguardavano la gestione degli aspetti finanziari, transazioni commerciali, gestione dell'inventario, logistica e produzione. |
| Axapta 1.5 | Nov 1998 | La seconda versione principale di Axapta fu distribuita in Norvegia, Svezia, Germania, Regno Unito, Paesi Bassi, Austria, Svizzera, Belgio, Spagna nel novembre 1998. |
| Axapta 2.0 | Giu 1999 | La terza versione di Axapta fu distribuita ai clienti nel giugno 1999. Nuove funzioni rimarcabili contenute sono il modulo Project Accounting, Gestione del Magazzino (Warehouse Management), Reportistica OLAP, concetto di Pacchetto Opzionale (Option Pack), supporto ActiveX, connettore COM e una prima versione dell'Axapta Object Server che consente di distribuire il carico di lavoro di alcune operazioni richieste dai client su server separati.                                                                                           |
| Axapta 2.1 | Jan 2000 | Questa pubblicazione deriva dalle richieste del mercato da Germania, Austria, Svizzera e Spagna. È stata la quarta versione principale di Axapta ed è stata distribuita nel gennaio del 2000. La più rilevante nuova funzione è stata l'aggiunta di uno strumento Web "Customer Self-Service" (CSS) che è il precursore dell'odierno Enterprise Portal. Con Axapta 2.1 SP3 (Service Pack 3), è stato introdotto lo AOS (Axapta Object Server) rendendo così Axapta il primo sistema ERP completo in "three tier" (gerarchia a tre livelli) sul mercato. |

### Navision-Damgaard
Dopo l'unione delle due aziende danesi Navision e Damgaard, Axapta è stato ridenominato come Navision Damgaard Axapta per le versioni 2.5 e 3.0 (fino alla 3.0 SP5).
| Versione               | Data     | Descrizione |
| ---------------------- | -------- | --- |
| Axapta 2.5             | Dic 2000 | Come quinta pubblicazione principale, Axapta 2.5 è distribuito con un ambiente di sviluppo per applicazioni web, il modulo Project (gestione dei progetti), Banking (gestione Banche) e l'OLAP. È stato distribuito prima in Danimarca, Austria e Regno Unito nel dicembre 2000.                 |
| Axapta 2.5 Market Pack | Ott 2001 | Questo pacchetto commerciale è stato pubblicato per Axapta 2.5 nell'ottobre 2001 in Francia e Italia. Questo nuovo strato applicativo contiene il modulo Customer Relationship Management (CRM o Marketing Automation), Commerce Gateway e Product Builder (sia lato Client che lato CSS (Web)). |

### Microsoft (attuale)
Microsoft acquistò Navision Damgaard nell'estate del 2002. Navision Damgaard Axapta fu da prima rinominato Microsoft Business Solutions Axapta, e dopo Microsoft Dynamics AX per le versioni 3.0 SP6, 4.0 e 2009.
| Versione            | Data         | Descrizione |
| ------------------- | ------------ | --- |
| Axapta 3.0          | Ott 2002     | La sesta principale versione di Axapta viene distribuita con Microsoft Axapta Enterprise Portal, nuove funzionalità collaborative di intercompany, configurazioni di sistema e misure per la sicurezza utente attualizzate e rivedute, maggiore espansione geografica (molti più paesi), pianificazione della domanda e strumenti potenziati per la produttività dei partner. |
| Dynamics AX 4.0     | Mar 2006     | La settima versione principale di Axapta è stata pubblicata con una grafica aggiornata e più usabile. Sin dalla prima versione in cui è stata coinvolta Microsoft ha cercato di integrare al meglio Axapata con le tecnologie Microsoft esistenti. Ad esempio, lo AOS è diventato un vero e proprio servizio di Windows, è stato aggiunto un connettore .Net, è stata introdotta l'Interoperabilità CLR ed è stato inserito il supporto per scambio dati XML attraverso una serie di classi dedicate (Application Integration Framework), è stato aggiunto pieno supporto Unicode ed è stato introdotto un nuovo modulo per la gestione dei servizi. |
| Dynamics AX 2009    | Giu 2008     | Inizialmente chiamato AX 4.1, più tardi rinominato in AX 5.0 e in ultimo AX 2009, la ottava principale versione di Axapta contiene molte migliorie all'interfaccia grafica. Questa nuova versione aggiunge un concetto role-based per Enterprise Portal e i client windows, supporto per timezones (utc), una nuova dimensione inventariale Sito, un nuovo sistema di sviluppo Enterprise Portal per mezzo di progetti Visual Studio. |
| Dynamics AX 2012    | Autunno 2011 | Secondo indiscrezioni AX 6, conterrà migliorie all'interfaccia utente e migliorie all'applicazione mirate all'industria della Distribuzione, Media & Entertainment e la Pubblica amministrazione. |
| Dynamics AX 2012 R3 | Mag 2014     | Si presenta come un ERP internazionale completo (multi valuta, multi fiscalità, multi verticale) e ora offre anche: un eccezionale orientamento al cliente, facilità d'uso, la possibilità di approfittare di servizi Cloud e aiuta a coinvolgere i clienti attraverso il Web e i dispositivi mobili. |